# Aleksej Badajev
Aleksej Jegorovitj Badajev (ryska: Алексе́й Его́рович Бада́ев), född 4 februari 1883 i Karatjev, Kejsardömet Ryssland , död 3 november 1951 i Moskva, var en rysk sovjetisk politiker.
Badajev var sedan år 1904 medlem i det Ryska Socialdemokratiska Arbetarpartiet och år 1912-13 var han bland de första att arbeta med utgivningen av Pravda. Under perioden 1938-1944 var han ordförande i presidiet för Ryska SFSR:s Högsta sovjet.